# Sebastian Horn

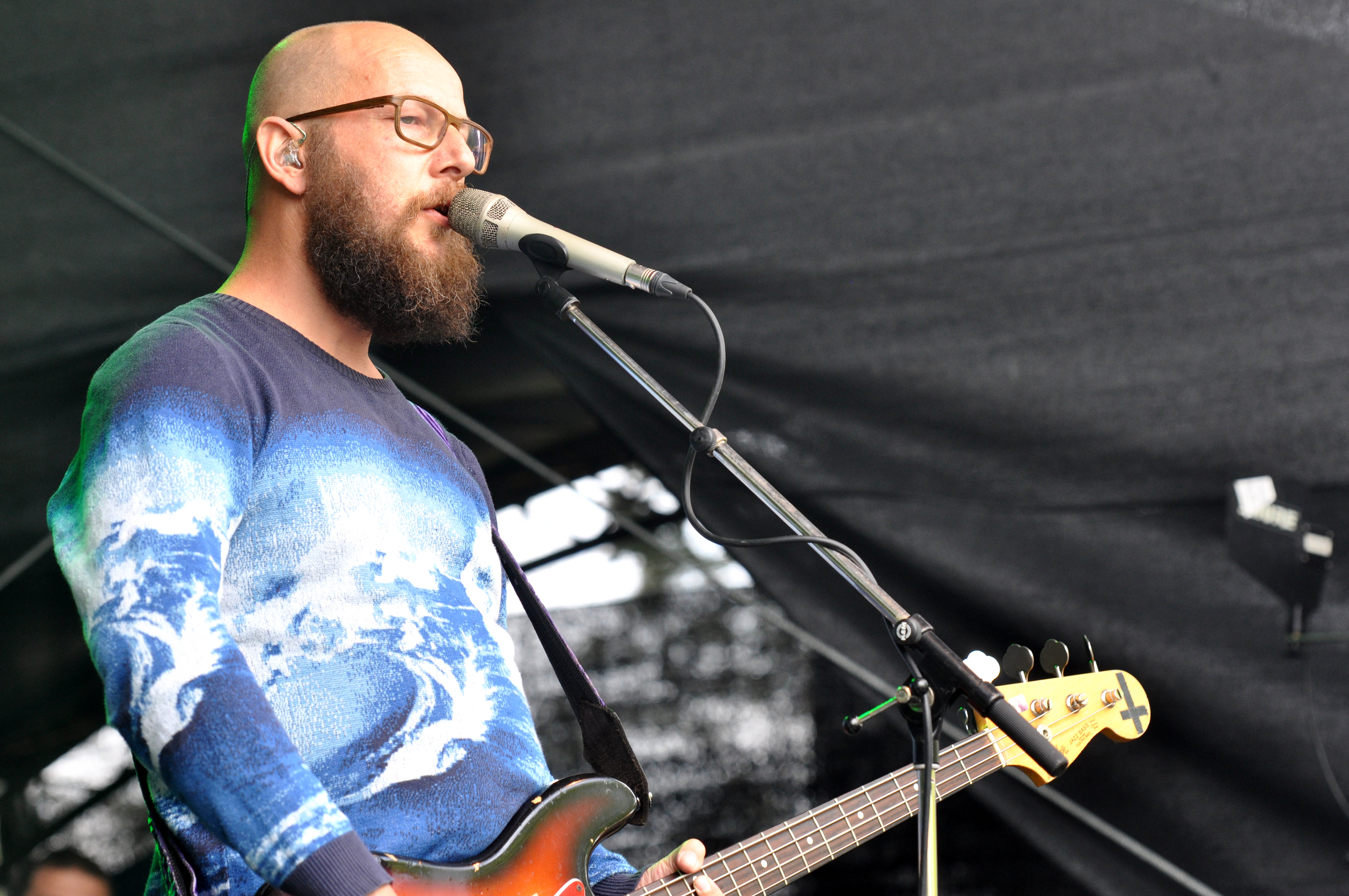
Sebastian Horn live mit Bananafishbones 2016

Sebastian Horn (* 2. Dezember 1970 in Bad Tölz) ist ein deutscher Musiker und Fernsehmoderator. Er wurde vor allem als Bassist und Sänger der Bad Tölzer Band Bananafishbones bekannt.

## Leben
Sebastian Horn wuchs in Bad Tölz auf und gehörte verschiedenen Subkulturen an, unter anderem der Punk- und später der schwarzen Szene. 1987 gründete er zusammen mit Florian Rein und Thomas Dill die Band Bananafishbones. Später kam sein Bruder Peter Horn jr. für Dill in die Band. Währenddessen studierte Sebastian Horn Biologie mit dem Hauptfach systematische Botanik. Nach einigen Jahren, in denen die Band vor allem live spielte, kam 1998 der Durchbruch. Ihr Song Come to Sin wurde in einem C&A-Werbespot verwendet und die Gruppe wurde über Nacht bekannt.
Als Musiker und Sprecher ist er außerdem zusammen mit Leonhard Schwarz für die Musik zu den Hörspielen der Reihe Ritter Trenk im Jumbo Neue Medien & Verlag verantwortlich.
Neben den Bananafishbones gründete er zusammen mit Gerd Baumann 2013 das Duo Dreiviertelblut, das unter dem Titel Lieder vom Unterholz ein Album mit Liedern in bairischer Mundart über Millaphon Records veröffentlichte. Seit 2013 schreibt er zusammen mit Gerd Baumann für das Singspiel zum Starkbieranstich auf dem Nockherberg die Liedtexte. Seit 2014 moderiert er außerdem die Fernsehsendung Heimatsound im BR Fernsehen.

## Privatleben
Sebastian Horn ist verheiratet und wohnt nach einigen Jahren in München mit seiner Frau heute wieder in Bad Tölz. Die beiden haben fünf Kinder.

## Diskografie
Mit Bananafishbones
Mit Dreiviertelblut
- 2014: Lieder aus dem Unterholz (Millaphon Records / Broken Silence)
- 2016: Finsterlieder (Millaphon Records)
- 2018: Diskothek Maria Elend (Millaphon Records)
- 2022: Plié (Millaphon Records)
- 2025: Prost Ewigkeit (Millaphon Records)

Hörspiele
- seit 2011: Der kleine Ritter Trenk (Original-Hörspiele zur ZDF-Serie)

## Filmografie
- 1997: Easy Day (Kurzfilm)
- 2006: Die wilden Kerle 3
- 2011: Die Tote im Moorwald (Fernsehfilm)
- 2011: Sommer in Orange
- seit 2015: Heimatsound (Moderation)
- 2018: Lebenslinien – Wannst mitm Deifi tanzt[5] (Dokumentarfilm)
- 2020: Dreiviertelblut - Weltraumtouristen[6]
- 2021: Zimmer mit Stall – Schwein gehabt (Fernsehreihe)
- 2023: Zimmer mit Stall – Das Blaue vom Himmel (Fernsehreihe)
- 2023: Zimmer mit Stall – Kuhhandel (Fernsehreihe)